# Chaenopsis
Chaenopsis is een geslacht van straalvinnige vissen uit de familie van snoekslijmvissen (Chaenopsidae).

## Soorten
- Chaenopsis coheni Böhlke, 1957
- Chaenopsis deltarrhis Böhlke, 1957
- Chaenopsis limbaughi Robins & Randall, 1965
- Chaenopsis megalops Smith-Vaniz, 2000
- Chaenopsis ocellata Poey, 1865
- Chaenopsis resh Robins & Randall, 1965
- Chaenopsis roseola Hastings & Shipp, 1981
- Chaenopsis schmitti Böhlke, 1957
- Chaenopsis stephensi Robins & Randall, 1965
- Chaenopsis alepidota (Gilbert, 1890)